# Szandaszőlős
Szandaszőlős is een deel van de stad Szolnok in het Hongaarse comitaat Jász-Nagykun-Szolnok.